# Johann Elias Olfermann

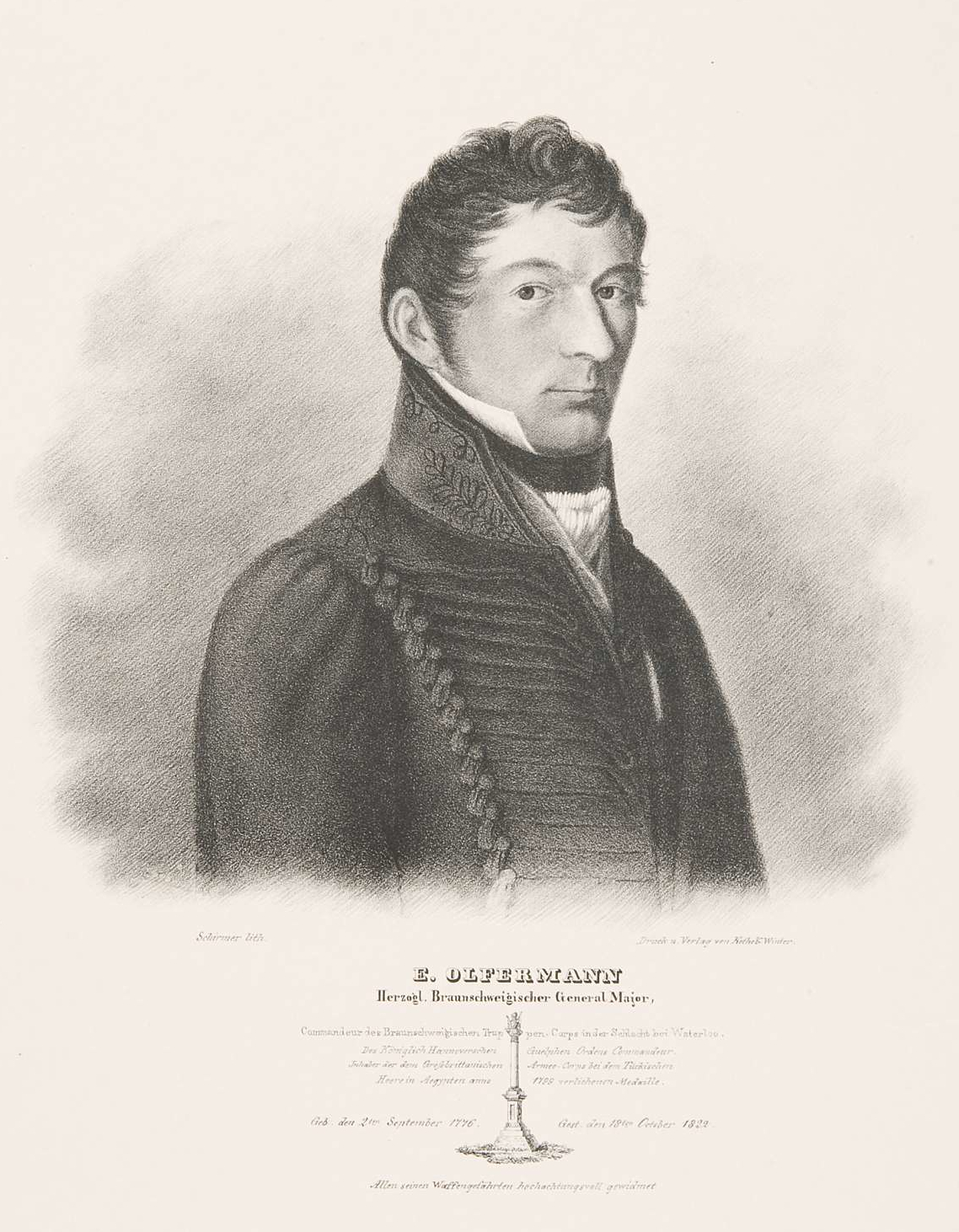
Brustbild „E. Olfermann“;
mit Widmung; Lithografie von Schirmer, Druck und Verlag von Kothe & Winter; Herzog Anton Ulrich Museum

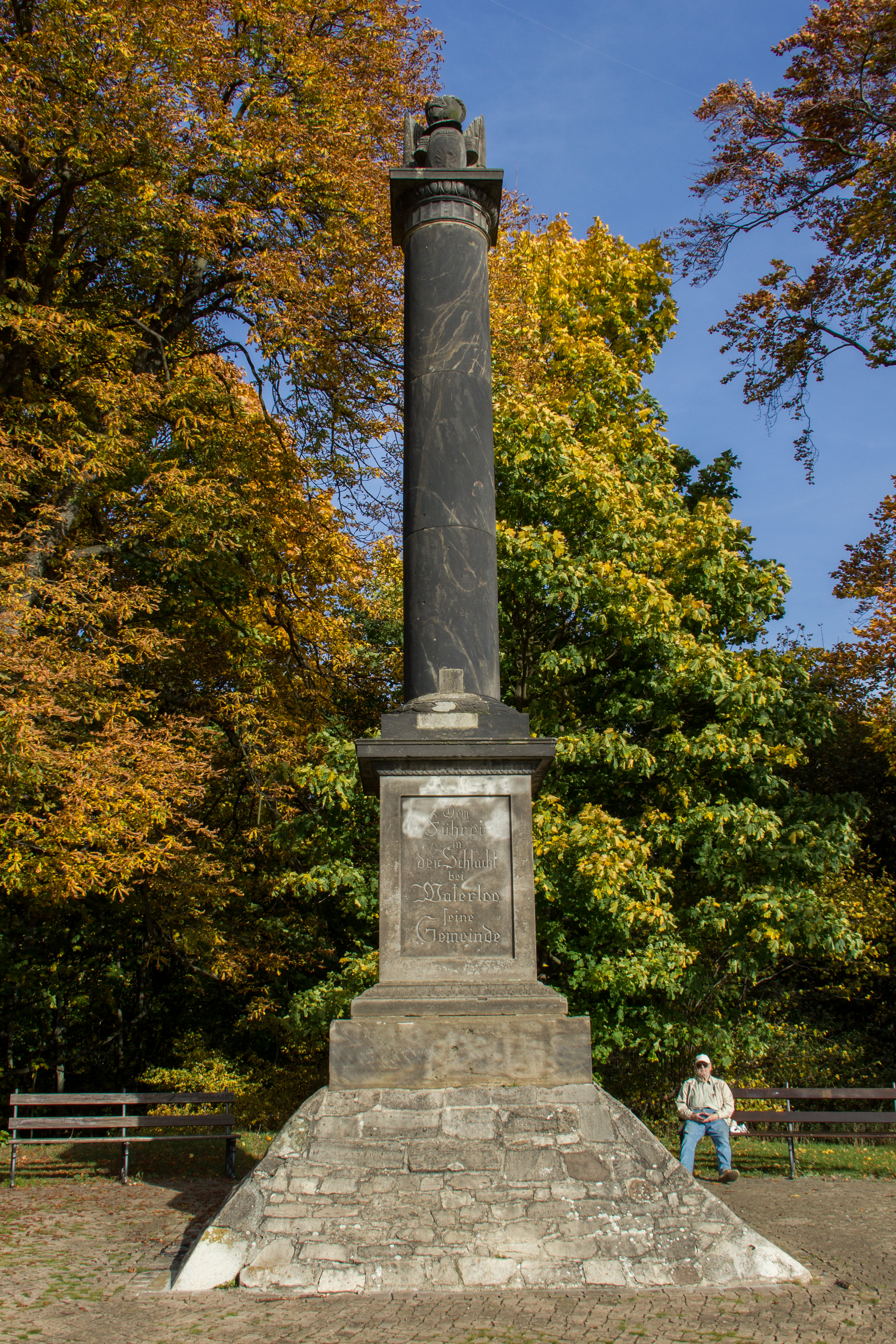
Das Olfermann-Denkmal auf dem Nußberg

Johann Elias Olfermann (engl. auch Ernest Olferman, * 2. September 1776 in Braunschweig; † 18. Oktober 1822 in Blankenburg im Harz) war ein braunschweigischer Generalmajor, der insbesondere durch seine Teilnahme an den Befreiungskriegen und den Schlachten von Quatre-Bras und Waterloo Berühmtheit erlangte.

## Frühe Jahre in Braunschweig
Olfermann wurde als Sohn eines Schneidermeisters geboren und besuchte lediglich die Grundschule. Nach der Konfirmation wurde er beim Stadtmusikus in die Lehre geschickt, um Musiker zu werden. Mit 18 verließ er Braunschweig und ging nach England, um dort beim Militär zunächst Oboe zu spielen.

## In britischen Diensten
1795 trat Olfermann in die britische Armee (wahrscheinlich das „Minorca-Regiment“) ein. Er wurde zunächst Musikmeister im 90. britischen Infanterieregiment. Ab 1798 nahm er als Soldat des 97. Regiment of Foot (Queen’s Own Germans), wie es ab 1805 hieß, an militärischen Operationen im Mittelmeerraum teil. 1799 war Olfermann Sergeant Major und 1800 Ensign und Adjutant bei diesem Regiment.

### In Ägypten
Als Ensign nahm er 1801 an einer Expedition nach Ägypten teil, um auf Seiten der Türken gegen die Truppen Napoleons zu kämpfen. Bei der Schlacht bei Alexandria im selben Jahr wurde er schwer verwundet. Wegen seiner Tapferkeit wurde ihm von Sultan Selim III. der selten vergebene Orden vom türkischen Halbmond verliehen. 1804 wurde er zum Lieutenant befördert.

### Auf der Iberischen Halbinsel
Ab 1808 war Olfermann am Feldzug der britisch-alliierten Armee auf der Iberischen Halbinsel in einem Infanterieregiment unter dem braunschweigischen Oberstleutnant Georg Ludwig Korfes (1769–1810) beteiligt. 1810 wurde er Adjutant des britischen Brigadiers Edward Michael Pakenham (1778–1815), zu dessen Brigade auch das Braunschweigische Leichte Infanterie-Regiment gehörte. Nach seiner Beförderung zum Captain im Jahre 1811, rettete sein entschlossenes Handeln während der Schlacht bei Fuentes de Oñoro das Regiment vor schweren Verlusten.

## Im Dienste desSchwarzen Herzogs

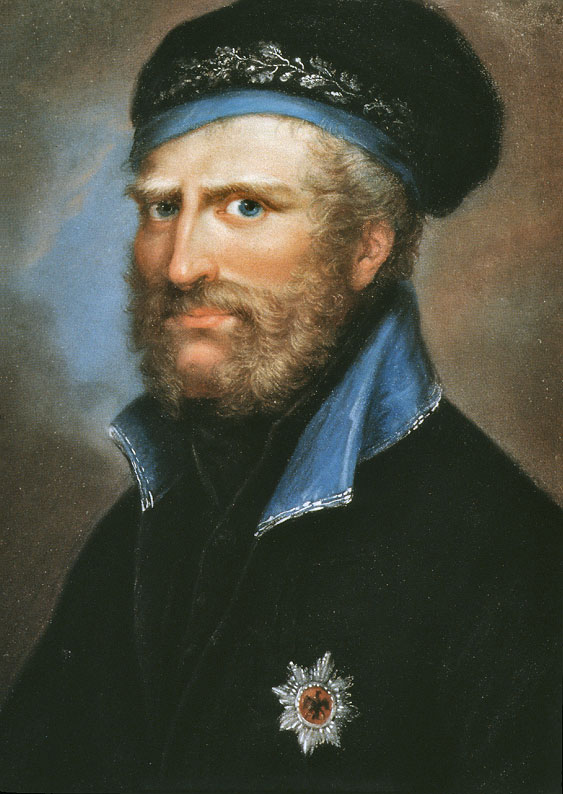
Der Schwarze Herzog.

Wegen einer schweren Erkrankung 1813 nach England zurückgekehrt, begegnete er dort dem „Schwarzen Herzog“, Friedrich Wilhelm von Braunschweig-Lüneburg, der sich mit seinen Braunschweigischen Truppen vor Napoleons Armee nach Großbritannien gerettet hatte und der Olfermann als Aide-General-Adjutanten in seine Truppe aufnahm.

### Wieder in Braunschweig
Olfermann wurde Vertrauter des Herzogs. Nach der für die Deutschen siegreichen Völkerschlacht bei Leipzig im Oktober 1813 und der sich daraus ergebenden Auflösung des Königreichs Westphalen, zu dem auch das Département Oker mit Braunschweig gehörte, nahm Olfermann am 6. November 1813 als Statthalter des Herzogs Stadt und Herzogtum Braunschweig wieder in Besitz. Nur wenige Wochen später, am 22. Dezember 1813, zog auch der Herzog unter dem Jubel der Bevölkerung an der Spitze seines Schwarzen Korps in die Stadt ein.
Bis zum Frühjahr 1814 gelang es Olfermann ein gut ausgerüstetes und ausgebildetes Korps von 8.000 Mann in Braunschweig aufzustellen.

### Juni 1815: Die Schlachten von Quatre-Bras und Waterloo
Im Jahre 1814 war Olfermann aus der britischen Armee ausgeschieden und versah seinen Dienst seit dem 9. August 1814 für den braunschweigischen Herzog. Als höchster Stabsoffizier nahm er 1815 am Feldzug gegen Napoleon in Belgien teil, in dessen Verlauf Herzog Friedrich Wilhelm am 16. Juni 1815 in der Schlacht bei Quatre-Bras den Tod fand. Die letzten Worte des Herzogs gerichtet an Major von  Wachholtz waren:
 Oh, mein lieber Wachholtz, wo ist Olfermann? 
Olfermann, dem der Herzog sterbend noch das Kommando übertragen hatte, führte die braunschweigschen Truppen von nun an weiter, musste sein Kommando jedoch infolge einer Verwundung in der Schlacht bei Waterloo am 18. Juni 1815 an Oberst von Herzberg abgeben. Am 5. August übernahm Olfermann erneut den Oberbefehl und wurde am 2. November zum Generalmajor befördert.
Am 29. Januar 1816 zog Olfermann an der Spitze der siegreichen Truppen in Braunschweig ein und wurde kurz darauf zum Kommandeur des aktiven Truppenkorps ernannt. Dieses Korps wiederum wurde 1816 der neu geschaffenen Militär-Administrations-Kommission unterstellt. Da Olfermann mehr Militärpraktiker und -pragmatiker war und ihm die militärtheoretische Ausbildung fehlte, warf ihm seine vorgesetzten Behörde vor, dass er häufig das notwendige Fingerspitzengefühl ihr gegenüber vermissen lasse, was den britischen Prinzregenten und späteren König Georg IV., der vormundschaftlich für die Braunschweigische Regierung verantwortlich war, dazu veranlasste, Olfermann am 26. März 1818 aus den braunschweigischen Diensten entfernen zu lassen. Daraufhin zog sich Olfermann in den Harz nach Blankenburg zurück, wo er 1822 starb und auch beigesetzt wurde.

## Weitere Verdienste
Neben seinen militärischen Verdiensten in den Befreiungskriegen und beim Aufbau einer eigenständigen braunschweigischen Armee machte sich Olfermann auch um die finanzielle Absicherung bedürftiger braunschweigischer Soldaten und derer Angehöriger verdient, indem er im Jahre 1815 die „Militär-Privat-Unterstützungskasse“ ins Leben rief.

## Ehrungen

### Das Olfermann-Denkmal

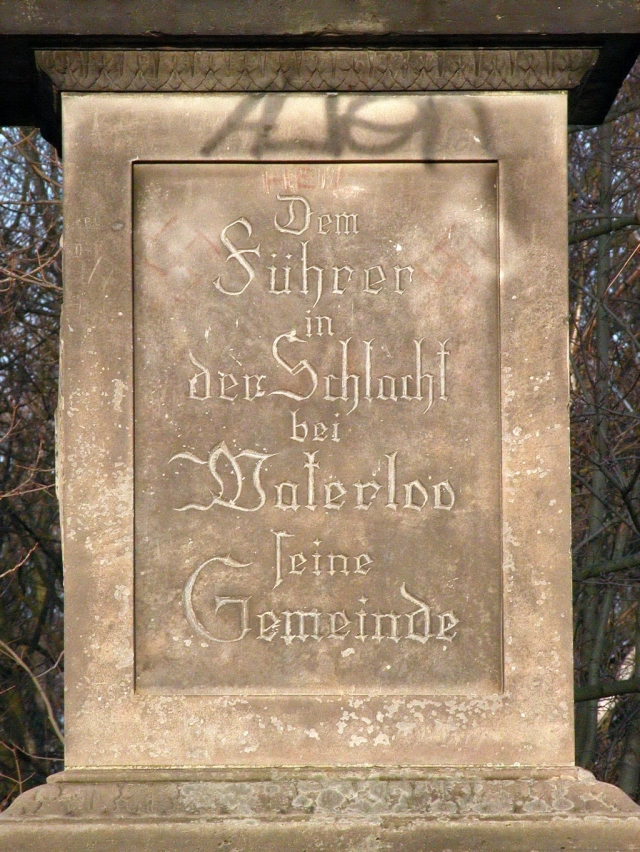
Dem Führer in der Schlacht bei Waterloo seine Gemeinde

Anlässlich des 10. Todestages Olfermanns, am 18. Oktober 1832, weihten ehemalige Offizierskameraden im Beisein von Herzog Wilhelm, eines Sohnes des Schwarzen Herzogs, zu Ehren Olfermanns ein schlichtes Denkmal auf dem Nußberg in Braunschweig ein.
Das von einem unbekannten Künstler geschaffene Denkmal, eine Steinsäule auf einem pyramidenförmigen Sockel, trägt auf der Vorderseite die Inschrift „Dem Führer in der Schlacht bei Waterloo seine Gemeinde“ und auf der Rückseite „Elias Olfermann, geboren am 2ten September 1776, gestorben am 18ten October 1822“.

### Orden
Olfermann war Träger verschiedener Auszeichnungen, neben dem Orden vom türkischen Halbmond auch des Kommandeurkreuzes des Welfenordens.
Darüber hinaus wurden 1888 eine Straße und ein an diese sich anschließender Platz im östlichen Ringgebiet Braunschweigs nach ihm benannt.